# Triphosphor pentanitride
Triphosphor pentanitride (công thức hóa học: P3N5) là một hợp chất vô cơ. Chỉ chứa phosphor và nitơ, hợp chất này được phân loại là một nitride nhị phân.  Tồn tại ở thể rắn, thường có màu trắng.

## Sự tổng hợp
Phosphor nitride có thể được tạo ra từ phản ứng giữa phosphor(V) và các hợp chất nitơ (như amonia và natri azua):
3 PCl5 + 5 NH3   →   P3N5 + 15 HCl
3 PCl5 + 15 NaN3   →   P3N5 + 15 NaCl + 5 N2
Những phương pháp tương tự cũng từng được dùng để điều chế bo nitride (BN) và silicon nitride (Si3N4);tuy nhiên những sản phẩm tạo ra thường không tinh khiết và vô định hình.
Các mẫu tinh thể được sản xuất từ phản ứng giữa amoni chloride (NH4Cl) và hexachlorocyclotriphosphazene ((NPCl2)3), hoặc phosphor pentachloride (PCl5).
(NPCl2)3  +  2 NH4Cl   →   P3N5  +  8 HCl
3 PCl5  +  5 NH4Cl   →   P3N5  +  20 HCl
P3N5 cũng được điều chế trong môi trường nhiệt độ phòng, từ phản ứng giữa phosphor trichloride và natri amit.
3 PCl3 + 5 NaNH2  →   P3N5  +  5 NaCl  +  4 HCl  +  3 H2

## Phản ứng
P3N5 ít ổn định về nhiệt hơn cả bo nitride (BN) lẫn silicon nitride (Si3N4,) với sự nhiệt phân các nguyên tố xảy ra ở nhiệt độ trên 850 °C:
2 P3N5  →   6 PN  +  2 N2
4 PN   →   P4 + 2 N2
Có khả năng kháng axit và base yếu, không tan trong nước ở nhiệt độ phòng, tuy nhiên nó thủy phân khi nung nóng tạo ra sản phẩm là các muối phosphat amoni như diamoni phosphat ((NH4)2HPO4) và amoni dihydro phosphat (NH4H2PO4).

## Ứng dụng
Phosphor nitride hiện tại không có ứng dụng quy mô lớn nào mặc dù nó đã được phát hiện và sử dụng như vật liệu cho đèn sợi đốt; thay thế các hỗn hợp chứa phosphor đỏ thường được sử dụng trước đó vào cuối những năm 1960. 
Cũng có nhiều nghiên cứu dùng nó làm một vật liệu mới cho các thiết bị điện tử dựa vào chất bán dẫn; đặc biệt là làm chất cách điện cổng trong MOSFET.
Một số bằng sáng chế đã được đệ trình cho việc sử dụng phosphor nitride trong các biện pháp cứu hỏa.